# Ponte Mista de Marabá
A Ponte Mista de Marabá ou Ponte rodoferroviária de Marabá é uma ponte mista que cruza o Rio Tocantins pouco antes da formação do lago artificial da hidrelétrica de Tucuruí dentro da área urbana de Marabá. Sua função inicial era fazer o cruzamento ferroviário, na seção em que está o Rio Tocantins, das cargas de minério ferro de Carajás que vão pela E.F. Carajás até o porto de Itaqui.
Hoje contudo esta tem a função permitir o cruzamento do transporte ferroviário pela Estrada de Ferro Carajás, e o cruzamento rodoviário pela BR-155. Ela é a principal ligação entre os núcleos periféricos e a centralidade de Marabá, também sendo responsável pela ligação do sudeste paraense com a costa norte brasileira.
As faixas de rolamento ao longo da ponte são mão inglesa, tendo ao centro a via férrea que atende ao transporte de cargas e passageiros entre os estados do Pará e Maranhão. Possui 2.340 m de extensão, sem juntas de dilatação e é formada por uma seção caixão metálica com laje de concreto protendido, pré-moldada em faixas.

## História
A necessidade de escoamento do minério de ferro da Serra de Carajás foi o principal dínamo que impulsionou a construção da ponte. O minério local somente poderia ser economicamente explorado se pudesse ser transportado para o exterior por meio de uma ferrovia até um porto adequado de exportação.
Com a construção da Estrada de Ferro Carajás, se tornou necessária uma ponte que devia transpor o grande Rio Tocantins. As obras foram iniciadas no segundo semestre de 1983 com o estudo dos prováveis locais para a construção da ponte. No início de 1984 as obras foram iniciadas de fato, sendo que aproximadamente um ano depois já estavam praticamente concluídas.
As dificuldades de construção eram consideráveis. O nível do Tocantins varia de 8 a 17 metros entre as estações e as chuvas frequentes impediam os trabalhos nas fundações durante a parte do ano. A velocidade de escoamento das águas do rio era de 2 m/s e o leito do rio é rochoso, com ardósia em finas estratificações.
Segundo os propósitos da Vale S.A a ponte devia ser projetada exclusivamente para tráfego ferroviário. O Ministério dos Transportes, entretanto, exigiu que o projeto previsse no futuro o uso para rodovias. Foi então estabelecido que a obra fosse complementada em qualquer data futura para tráfego rodoviário, contudo sem interrupção da ferrovia.
Inicialmente foi pedido o projeto da construtora alemã Leonhardt-Andra que apresentou um anteprojeto de ponte empurrada exclusivamente ferroviária. A proposta não foi aceita pelo governo que queria empreiteiras brasileiras no consórcio. A Vale S.A. no entanto afirmava que as empreiteiras brasileiras não estavam ainda em condições de executar obras tão audaciosas. Foi então contratado o engenheiro civil Jayme Mason para desenvolver o projeto final de engenharia, aproveitando algo da concepção originalmente proposta.
Por fim o consórcio para construção foi firmado entre a Vale S.A, o DNER (hoje DNIT) e as construtoras Batter e Usimec. A ponte foi inaugurada em 28 de fevereiro de 1985 no final do regime militar pelo então presidente João Batista Figueiredo.
Em 2017, a mesma foi restaurada pela Vale S.A, em parceria com a Prefeitura de Marabá, ganhando iluminação com lâmpadas de LED, que são mais econômicas e duráveis.